# كيلوبت
الكيلوبيت هو مضاعف لوحدة البت، وهو وحدة تخزين في الحاسوب. يتم تعريف البادئة كيلو- (kilo-) في النظام الدولي للوحدات (SI) كمضاعف 103 (1000)، وبالتالي فإن الكيلوبت يكافئ 1000 بت (125 بايت). ويرمز له بـkb أو kbit.